# Vitjaz (kraj Primorje)
Vitjaz (Russisch: Витязь; "held") is een plaats (selo) in de gorodskoje poselenieje van Zaroebino van het district Chasanski in het uiterste zuidwesten van de Russische kraj Primorje. De plaats werd gesticht in 1885 en telt 192 inwoners (1 januari 2005).

## Geografie
De plaats ligt aan de Vitjazbocht van de Posjetbaai. De plaats ligt over de weg op 19 kilometer verwijderd van de rijksweg Razdolnoje - Chasan (A189) en ligt op 54 kilometer van het districtcentrum Slavjanka en ongeveer 218 kilometer van Vladivostok. Het dichtstbijzijnde spoorstation bevindt zich 15 kilometer westelijker in de plaats Zaroebino.

## Bezienswaardigheden
In het nabijgelegen dorp Andrejevka, 10 kilometer verderop bevinden zich het kasteel Jankovskogo uit begin 20e eeuw (in slechte staat) en het Sjeveljov-huis (Bessanov-datsja), dat ook uit begin 20e eeuw stamt.
Bestuurlijk centrum: Slavjanka

Andrejevka · Bamboerovo · Barabasj · Barsovy · Baza Kroeglaja · Bezverchovo · Chasan · Filippovka · Gvozdevo · Kamysjovoje · Kedrovaja · Kraskino · Kravtsovka · Lebedinoje · Majak Bjoesse · Majak Gamova · Narva · Ovtsjinnikovo · Perevoznoje · Pojma · Posjet · Pozjarski · Primorski · Provalovo · Risovaja Pad · Rjazanovka · Romasjka · Sjachtjorskoje · Soechaja Retsjka · Soechanovka · Tsoekanovo · Vitjaz · Zajsanovka · Zanadvorovka · Zaroebino